# AGS (motorfiets)
AGS is een Nederlands historisch merk van motorfietsen.
AGS was een klein bedrijf, dat zich vanaf 1968 bezighield met de bouw van snelle crossmotoren van 50- en 125 cc. In de naam zaten de initialen van technicus Jan de Groot en zijn werkgever Akkerman. De “S” staat voor “Special”. De toegepaste motorblokken kwamen van Puch, Sachs, Casal en Zündapp.